# 圣波莱
圣波莱（法語：Saint-Paulet，法語發音：[sɛ̃ polɛ] ⓘ）是法国奥德省的一个市镇，属于卡尔卡松区。

## 地理
圣波莱（43°24'22"N, 1°52'40"E）面积7.42 平方千米，位于法国奧克西塔尼大區奥德省，该省份为法国南部沿海省份，北起塔恩省，西北接上加龙省，西接阿列日省，南至东比利牛斯省，东临地中海，东北与埃罗省接壤。
与圣波莱接壤的市镇（或旧市镇、城区）包括：莱卡塞、蒙莫尔、苏佩克斯、圣费利克斯洛拉盖。

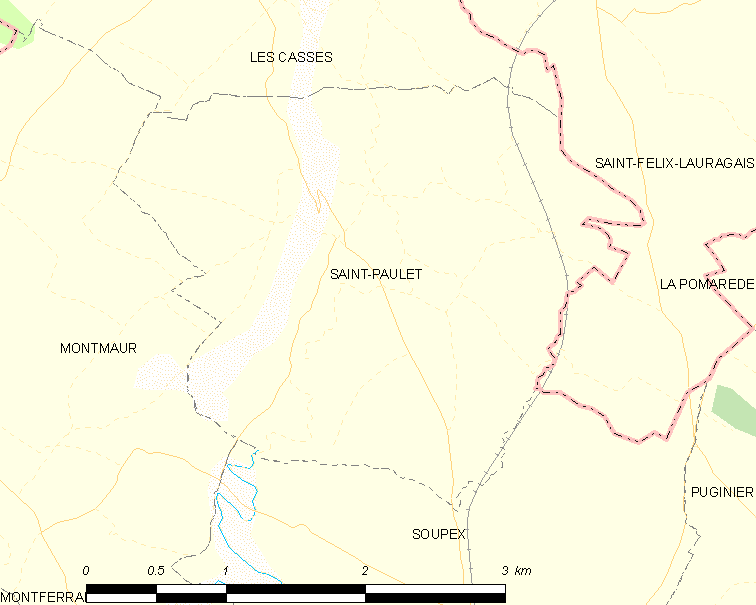
圣波莱的OSM定位图

圣波莱的时区为UTC+01:00、UTC+02:00（夏令时）。

## 行政
圣波莱的邮政编码为11320，INSEE市镇编码为11362。

## 政治
圣波莱所属的省级选区为绍里安盆地县。

## 人口

1962-2008年间圣波莱人口变化图示

圣波莱于2022年1月1日时的人口数量为203人。